# Leadore
Leadore – miasto w Stanach Zjednoczonych, w stanie Idaho, w hrabstwie Lemhi.